# Fairland (Indiana)
Fairland – miasto w Stanach Zjednoczonych, w stanie Indiana, w hrabstwie Gibson.